# Beberan (Palimanan)
Beberan is een bestuurslaag in het regentschap Cirebon van de provincie West-Java, Indonesië. Beberan telt 3905 inwoners (volkstelling 2010).